# Philochortus zolii
Pseuderemias zolii — вид ящірок родини ящіркових (Lacertidae). Мешкає в Північній Африці.

## Поширення і екологія
Pseuderemias zolii зустрічаються в пустелі Сахара, на території Єгипту, Лівії, Алжиру, Малі, Мавританії і Нігеру. Вони живуть в напівпустелях на окраїнах оаз, зокрема Ваді-Натрун, в заростях трави хальфа (Desmostachya bipinnata), що ростуть на піщаних ґрунтах.

## Збереження
МСОП класифікує цей вид як такий, що перебуває під загрозою зникнення. Philochortus zolii загрожують зміни клімату та знищення природного середовища.